# Goat Simulator
Goat Simulator är ett simulationsdatorspel utvecklat av Coffee Stain Studios. Spelet gavs ut till Microsoft Windows via Steam den 1 april 2014, medan Mac OS- och Linux-versionen av spelet är för närvarande under utveckling. 2014 släpptes spelet på IOS och Android.
Spelet fick en uppföljare vid namn Goat Simulator 3 den 17 november 2022.